# Naomi Griffiths
Pour les articles homonymes, voir Griffiths.
Naomi Elizabeth Saundaus Griffiths, née en 1934, est une historienne canadienne ayant effectué des études sur les Acadiens. 

## Ouvrages
- Penelope's web : some perceptions of women in European and Canadian society, Toronto, Oxford University Press, 1976, 249 p.  (ISBN 0-19-540268-5).
- Mason Wade, Acadia and Quebec : the perception of an outsider, ed. by N. E. S. Griffiths and G. A. Rawlyk, Ottawa, Carleton University Press, 1991, 198 p.  (ISBN 0-88629-147-X).
- The contexts of Acadian history, 1686-1784, Montreal (Québec) – Kingston – London [etc.], McGill-Queen's University Press, 1992,  XXI-137 p.  (ISBN 0-7735-0883-X).
- L'Acadie de 1686 à 1784 : contexte d'une histoire, trad. de Kathryn Hamer, Moncton, Éd. d'Acadie, 1997, XXIV-134 p.  (ISBN 2-7600-0330-2).
- From migrant to Acadian : a North-American border people, 1604-1755, Montreal (Québec), McGill-Queen's University Press, 2005, XIX-633 p.  (ISBN 0-7735-2699-4).